# Bate, Nova Gorica
Bate este o localitate din comuna Nova Gorica, Slovenia, cu o populație de 162 de locuitori.